# Centre pénitentiaire du Mans-Les-Croisettes
Le centre pénitentiaire du Mans-Les-Croisettes, est un centre pénitentiaire français situé sur le territoire de la commune de Coulaines, sur la ZAC des Croisettes dont elle tire son nom, dans le département de la Sarthe et dans la région des Pays de la Loire.
L'établissement dépend du ressort de la direction interrégionale des services pénitentiaires de Rennes. Au niveau judiciaire, l'établissement relève du tribunal judiciaire du Mans et de la cour d'appel d'Angers.

## Historique
Le projet de construction de l'établissement est initié en 2006 dans le cadre du « Programme 13 200 ». La maison d'arrêt est construite entre 2008 et 2009 dans le cadre d'un partenariat public-privé réalisé entre l’État et avec la société THEMIS, filiale du Groupe Bouygues, associée aux organismes financiers Dexia Crédit Local et Royal Bank of Scotland. Le projet est réalisé sous le pilotage de l'Agence publique pour l'immobilier de la justice avec pour architectes les cabinets Groupe Synthèse Architecture et Alain Derbesse Architecture. L'établissement est inauguré le samedi 21 novembre 2009 par le Premier ministre François Fillon et la ministre de la justice Michèle Alliot-Marie.
La maison d'arrêt remplace les anciennes maisons d'arrêt du Mans, qui était située rue du Vert Galant, en plein centre-ville, et celle d'Alençon, qui se trouvait dans le Château des Ducs d'Alençon. Dotée d'une capacité de 400 places, alors que l'ancienne maison d'arrêt du Mans n'accueillait que 130 détenus, la prison des Croisettes accueille le surplus carcéral des maisons d’arrêt de Laval, d’Angers et de Caen, jugées trop petites.
En 2018, un projet d'agrandissement de l'établissement est initié afin de construire une nouvelle structure d'accompagnement à la sortie pour 90 détenus, destinée à préparer leur réinsertion et désengorger l'établissement,. En janvier 2021, les travaux de construction du nouveau bâtiment débutent.
En octobre 2022, le personnel et les syndicats de l'établissement alertent sur la situation de surpopulation importante qui touche plus particulièrement le quartier « maison d'arrêt », avec un taux d'occupation estimé à 168% et plus d'une centaine de matelas installés dans les cellules. Cette situation est régulièrement signalée  depuis l'ouverture de l'établissement,, notamment dans les rapports du CGLPL,.
Le 24 avril 2023, le ministre de la justice Éric Dupond-Moretti vient inaugurer de 90 places, la SAS. ; la structure d’accompagnement à la sortie, un nouveau bâtiment situé face à la maison d’arrêt du Mans – Les Croisettes à Coulaines. La maison d'arrêt devient donc un centre pénitentiaire.

## Description
Situé rue Cesare Beccaria à Coulaines sur la ZAC des Croisettes, la maison d'arrêt, également localement en tant que « maison d'arrêt de Coulaines », est le seul établissement pénitentiaire de la Sarthe. Elle dépend du ressort de la direction interrégionale des services pénitentiaires de Rennes et, au niveau judiciaire, relève du tribunal judiciaire du Mans et de la cour d'appel d'Angers.
L'établissement, d'une superficie de 21 000 m2, est implanté sur un terrain d'une superficie de 12 hectares. Il a une capacité d'accueil de 399 places exclusivement pour des hommes majeurs et mineurs, et est composé d'un quartier « maison d'arrêt ».
Au 1er février 2022, l'établissement accueillait 549 détenus (soit un taux d'occupation de 137.6 %).
L'établissement fonctionne en « gestion mixte déléguée », toutes les missions relatives à l'entretien de l'établissement, à la restauration ou aux prestations « d’hôtellerie » étant assurées par une société privée.

## Événements notables
Une prise d'otage a eu lieu le jeudi 4 août 2016 à la maison d'arrêt du Mans-Les Croisettes. Deux personnes, dont un surveillant, ont été retenues sous la menace d'un couteau. Les policiers du Raid se sont déplacés sur place. Le preneur d'otage s'est rendu aux forces de l'ordre en début d'après-midi,,.
En 2018, un mouvement de blocage de l'établissement est initié par une partie de surveillance qui demandent le transfert d'un détenu particulièrement dangereux mais également dans un sentiment d'insécurité général, ce mouvement s'inscrivant dans un contexte de contestation dans les prison au niveau national.
En mars 2020, une trentaine de détenu refusent de réintégrer leur cellule afin de protester contre le manque de moyens dont disposent les surveillants dans le cadre de la pandémie de COVID-19. Le lendemain, une mutinerie impliquant 28 détenus et nécessitant l'intervention des ERIS, a lieu dans l'établissement, les détenus ayant détruits certaines installation de l'établissement.
En juillet 2022, une tentative d'évasion, considérée comme « à l'ancienne » car le détenu a tenté de scier des caillebotis, est déjouée dans l'établissement.

## La prison dans l'art et la culture
Avant son inauguration et l'arrivée des détenus (uniquement des hommes), la prison a servi de lieu de tournage au réalisateur français Alain Corneau pour son film Crime d'amour sorti en 2010, avec notamment Kristin Scott Thomas et Ludivine Sagnier.